# جیرو ناگاساوا
جیرو ناگاساوا (به انگلیسی: Jiro Nagasawa) (زادهٔ ۲ فوریهٔ ۱۹۳۲) شناگر اهل ژاپن است.